# Ministerio de Cultura (Cuba)
El Ministerio de Cultura de Cuba (MINCULT), es el encargado de regular las políticas culturales de Cuba. Fue fundado en el año 1976, como parte de la reestructuración del estado cubano, iniciada con la promulgación de la nueva constitución socialista, ese mismo año. El órgano responde al Partido Comunista de Cuba, gobernante del país. 
Durante la segunda mitad de la década de 1960 y la mayor parte de la década de 1970 y década de 1980, los intelectuales y artistas cubanos salieron del país debido unas series de sanciones y censuras que sufrieron por parte de muchos funcionarios del gobierno cubano. 
Como consecuencia de esta situación, el gobierno del país tomó la decisión de crear el ministerio para solucionar los errores cometidos hasta entonces y aligerar considerablemente la censura que había tenido lugar en años previos, principalmente producto de la influencia soviética en Cuba. Significando el final del Quinquenio gris.
El primer dirigente en ocupar el cargo de Ministro de Cultura fue el destacado intelectual Armando Hart Dávalos, quien además había sido militante del Movimiento 26 de julio y tomado parte en la lucha armada que posibilitó el triunfo de la Revolución cubana en 1959.

## Ministros de Cultura de Cuba (1976-actualidad)
- Armando Hart Dávalos[1] (diciembre 1976-1997) - Designado Presidente de la Oficina del Programa Martiano.
- Abel Prieto Jiménez[1] (1997-2012) - Designado asesor presidencial.
- Rafael Bernal Alemany[1] (2012-2014) - Destituido.
- Julián González Toledo[1] (2014-2016) - Destituido.
- Abel Prieto Jiménez[1] (2016-2018) - Interino.
- Alpidio Alonso Grau[1] (2018 en adelante)